# لیشمانیاز احشایی
لیشمانیاز احشایی (visceral leishmaniasis) یا کالاآزار (kala-azar) یک بیماری انگلی مزمن است که در حیوانات (سگ، روباه و شغال و جوندگان) وجود دارد و بر اثر گزش نوعی پشه خاکی از این حیوانات آلوده یا انسان مبتلا به فرد سالم منتقل می‌شود. عامل این بیماری انگلی به نام لیشمانیا اینفانتوم (در ایران) است. این بیماری پس از مالاریا دومین علت مرگ بر اثر بیماریهای انگلی می‌باشد و سالانه نیم میلیون ابتلای جدید به آن گزارش می‌شود. این بیماری در گذشته در ایران دارای دو کانون در استان‌های اردبیل و فارس بوده است ولی امروزه دارای کانون‌های متعددی است که یکی از مهمترین این کانون‌های جدید کانون خراسان شمالی می‌باشد

## بیماریزایی
بیماری با تب بالا، کاهش وزن، بزرگ شدن اندازه کبد و طحال، آنمی، ضعف و تیرگی پوست مشخص می‌شود. بیماری در اطفال فقیر مناطق روستایی شایعتر است. دوره کمون بیماری معمولاً بین دو تا شش ماه است. در صورت عدم درمان، مرگ‌ومیر قطعی طی ۲ سال اجتناب‌ناپذیر است. تشخیص قطعی با مشاهده آماستیگوت لیشمانیا در آسپیراسیون طحال یا مغز استخوان است ولی به دلیل دشوار بودن این کار معمولاً از آزمایشهای سرولوژی برای تشخیص استفاده می‌شود.

## درمان
درمان شامل ترکیبهای حاوی آنتیموان است. مانند آنتیموات مگلومین، استیبوگلوکنات سدیم. سایر داروها شامل آمفوتریپسین ب، کتوکنازول، پارومومایسین است.

## روش‌های پیشگیری
هنگام خوابیدن در فضای آزاد از پشه بند استفاده شود.
روی درها و پنجره‌های ورودی تورهای بسیار ریز نصب شود.
از نگهداری دام و طیور در منازل خودداری شود.
از انباشتن و ریختن خاکروبه و نخالهٔ ساختمانی زباله و کودهای حیوانی در مناطق مسکونی اجتناب شود.
بهسازی محیط و ترمیم محل استراحت و رشد و تکثیر پشه (شکاف دیوارها) به‌طور دقیق و صحیح صورت پذیرد.
از رها شدن فاضلاب‌ها در معابر خودداری گردد. جمع‌آوری و درمان سگ‌های ولگرد و مبارزه با جوندگان به روش صحیح.